# Dwór w Wiklini
Dwór w Wiklini – zabytkowy dwór we wsi Wiklina (województwo dolnośląskie), w Polsce, w powiecie górowskim, w gminie Wąsosz.

## Opis
Parterowy dwór wybudowany w XVIII-XIX w. na planie prostokąta, kryty dachem mansardowym. Od frontu główne wejście w piętrowym ryzalicie o szerokości trzech okien przy dachu, zwieńczonym frontonem. W dachu po lewej stronie wole oko. Do dworu prowadzą schody.
Zabytek jest częścią zespołu dworsko-folwarcznego, w skład którego wchodzą jeszcze: park z cmentarzem rodowym; folwark: dwa domy mieszkalne, obora, stajnia i stodoła, magazyn i spichrz, stajnia (magazyn), budynek gospodarczy.